# Eef Albers
Eef Albers (Rhenen, 5 april 1951) is een Nederlands fusionjazzgitarist.

## Biografie
Albers koos op 15-jarige leeftijd de gitaar. Reeds op 20-jarige leeftijd was hij een populaire sessiemuzikant die ook als solist tijdens concerten en op tournees verscheen. Albers werkt sinds 1972 in een trio met John Lee en Gerry Brown, dat deels werd uitgebreid met Daryl Thompson. In 1975 bracht hij zijn eerste album Blue Capricorn uit. Hij speelde ook regelmatig met Peter Herbolzheimer's Rhythm Combination & Brass en met het BBC-orkest. Hij was lid van de bands Focus en Kraan. Tot 1990 was hij lid van het Metropole Orkest. Hij trad ook op met Jasper van't Hof en Ack van Rooyen, die beiden ook meewerkten op zijn album Pyramids (1986). Hij speelde ook met Bob Malach (Some People), Manfred Schoof, Stanley Clarke, Toots Thielemans, Simon Phillips en Smith Vital Information van Steve Smith. Met Sebastiaan Cornelissen bracht hij het album Aggressive Attack (2002) uit.
Albers geeft gitaarles aan verschillende conservatoria in Nederland.

## Discografie
- 1977: Medusa (met Medusa), CBS Records, lp
- 1977: Blue Capricorn, CBS Records, lp
- 1980: Brothers (met John Lee, Daryl Thompson en Gerry Brown)
- 1981: Skyrider, Varajazz, lp
- 1987: Pyramids, CrisCrazz Records, lp
- 1996: Birds of the Night (met Bob Malach, Ack van Rooyen, Ali Ndiaye Rose), Goldfish Records, cd